# Frank Calegari
Francesco Damien "Frank" Calegari, né le 15 décembre 1975, est un mathématicien australien et américain, professeur de mathématiques à l'Université de Chicago ; il travaille en théorie des nombres des nombres et sur le programme de Langlands.

## Carrière
Calegari remporte une médaille de bronze et une médaille d'argent aux Olympiades internationales de mathématiques en tant que représentant de l'Australie en 1992 et 1993 respectivement. Calegari obtient un Ph. D. en mathématiques à l'université de Californie à Berkeley en 2002 sous la direction de Kenneth Alan Ribet avec une thèse intitulée « Ramification and Semistable Abelian Varieties ».
Calegari est un Fellow von Neumann en mathématiques à l'Institute for Advanced Study de 2010 à 2011. De 2002 à 2006 il est professeur assistant Benjamin Peirce à la Harvard University. Il enseigne ensuite à la  Northwestern University comme professeur assistant (2006-2009) puis professeur associé (2009-2012), enfin professeur titulaire (2012-2015) ;  depuis 2015, il est professeur de mathématiques à l'Université de Chicago.
Depuis 2020, Calegari est un éditeur de la Mathematische Zeitschrift et un éditeur associé des Annals of Mathematics,.
Frank Calegari est le frère du mathématicien Danny Calegari.

## Recherche
Calegari travaille en théorie algébrique des nombres, notamment les classes de réciprocité et de torsion de Langlands dans la cohomologie des groupes arithmétiques.

## Bourses et distinctions
Calegari est pendant 5 ans (2002-2006) boursier de l'American Institute of Mathematics. Il est boursier Sloan de 2009 - 2011. Depuis 2013, il est Fellow de l'American Mathematical Society.
En 2022, il délivre une conférence plénière au congrès international des mathématiciens  (30 years of modularity: number theory since the proof of Fermat's last theorem).

## Publications (sélection)
- Frank Calegari, « Even Galois representations and the Fontaine–Mazur conjecture », Inventiones Mathematicae, vol. 185, no 1,‎ 2011, p. 1–16 (DOI 10.1007/s00222-010-0297-0, arXiv 0907.3427, S2CID 8937648)
- Frank Calegari et Matthew Emerton, « On the ramification of Hecke algebras at Eisenstein primes », Inventiones Mathematicae, vol. 160, no 1,‎ 2005, p. 97–144 (DOI 10.1007/s00222-004-0406-z, arXiv math/0311368, S2CID 14827842)
- Frank Calegari et Matthew Emerton, « Bounds for multiplicities of unitary representations of cohomological type in spaces of cusp forms », Annals of Mathematics (Second Series), vol. 170, no 3,‎ 2009, p. 1437–1446 (DOI 10.4007/annals.2009.170.1437, lire en ligne)
- Frank Calegari et David Geraghty, « Modularity lifting beyond the Taylor–Wiles method », Inventiones Mathematicae, vol. 211, no 1,‎ 2018, p. 297–433 (DOI 10.1007/s00222-017-0749-x, arXiv 1207.4224, S2CID 16364057)
- Frank Calegari et David Geraghty, « Minimal modularity lifting for nonregular symplectic representations », Duke Mathematical Journal, vol. 169, no 5,‎ 2020, p. 801–896 (DOI 10.1215/00127094-2019-0044, arXiv 1907.08691, S2CID 85504517, lire en ligne)

- avec Patrick B.  Allen, Ana Caraiani, Jack Thorne, Toby Gee, David Helm, Bao V. Le Hung, James Newton, Peter Scholze et R. Taylor, « Potential automorphy over CM fields », Arxiv,‎ 13 septembre 2017 (arXiv 1812.09999). Article accepté en 2022.